# Vanessa vulcania
 Vanessa vulcania — дневная бабочка из семейства Nymphalidae.

## Описание
Ранее рассматривался как подвид Vanessa indica. Выделен в самостоятельный вид в 1992 году Leestmans.

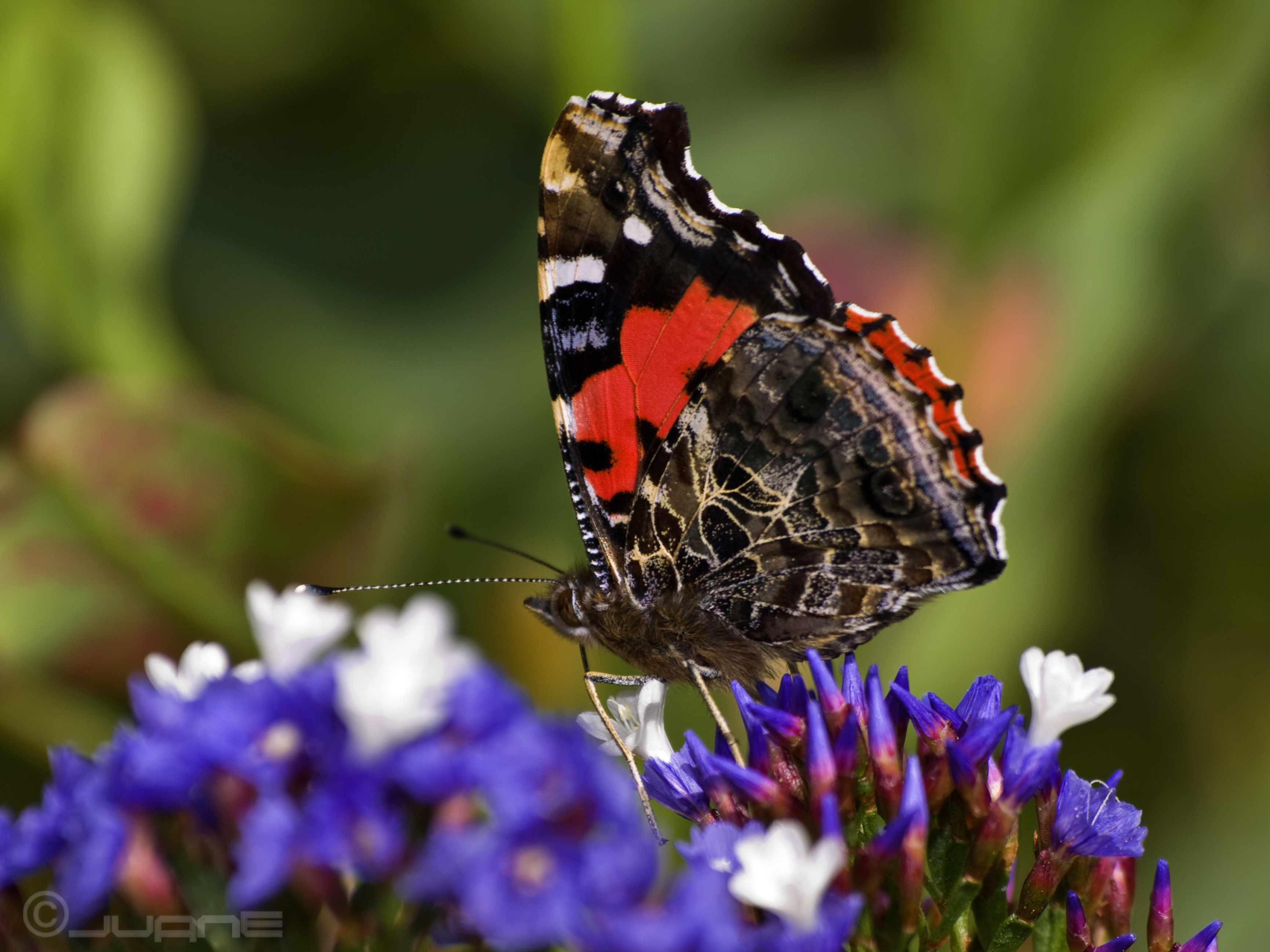

Размах крыльев 54-60 мм. Половой диморфизм не выражен. Тело общий фон крыльев тёмно-коричневого или чёрного цвета. На вершине передних крыльев имеются белые пятна. От переднего края до внутреннего угла проходит косая перевязь красного цвета, на которой расположены три чёрных пятна. Снизу на передних крыльях повторяется рисунок верха, а заднее крыло коричневатое и мраморовидное за счет тёмных штришков и извилин. Задние крылья округлые, их внешний край слегка волнистый. По ним проходит широкая красная полоска с чёрными точками и светлыми краевыми лунками. У заднего внутреннего угла имеется два маленьких пятна синего цвета. Центральная ячейка на задних крыльях замкнута. Внешний край крыльев волнистый с одним более заметным выступом на жилке M1 на передних крылья. Наружный край задних крыльев без заметных выступов. Крылья снизу с рядом субмаргинальных глазчатых пятен.

## Ареал
Эндемик Канарских островов (за исключением острова Лансароте) и острова Мадейры. Вид широко распространен на морских побережьях и в горах на высотах до 1500—1700 м над уровнем моря. Бабочки предпочитают лавровые леса, также встречаются в парках и садах, могут образовывать скопления на опавших перезрелых плодах.

## Биология
Время лёт происходит круглогодично. Климатические условия в местах обитания вида позволяют развиваться нескольким поколениям за год. Бабочки питаются нектаром цветов, соком деревьев и переспевших плодов.
Самки откладывают яйца на листья кормовых растений поштучно. Кормовые растения гусениц: крапива видов Urtica morifolia и Urtica urens.
Гусеница чёрно-бурая с желтыми полосами и точками по бокам тела. Стадия гусеницы длится 3 месяца. Куколка свободная, прикрепляется головой вниз. Стадия куколки длится две-три недели после окукливания.